# Лаґово
Лаґово (пол. Łagowo, нім. Ludwigsberg) — село в Польщі, у гміні Кшивінь Косцянського повіту Великопольського воєводства.
Населення — 306 осіб (2011).
У 1975-1998 роках село належало до Лешненського воєводства.

## Демографія
Демографічна структура станом на 31 березня 2011 року:
|          | Загалом | Допрацездатний вік | Працездатний вік | Постпрацездатний вік |
| -------- | ------- | ------------------ | ---------------- | -------------------- |
| Чоловіки | 153     | 31                 | 109              | 13                   |
| Жінки    | 153     | 33                 | 89               | 31                   |
| Разом    | 306     | 64                 | 198              | 44                   |